# Internationale school

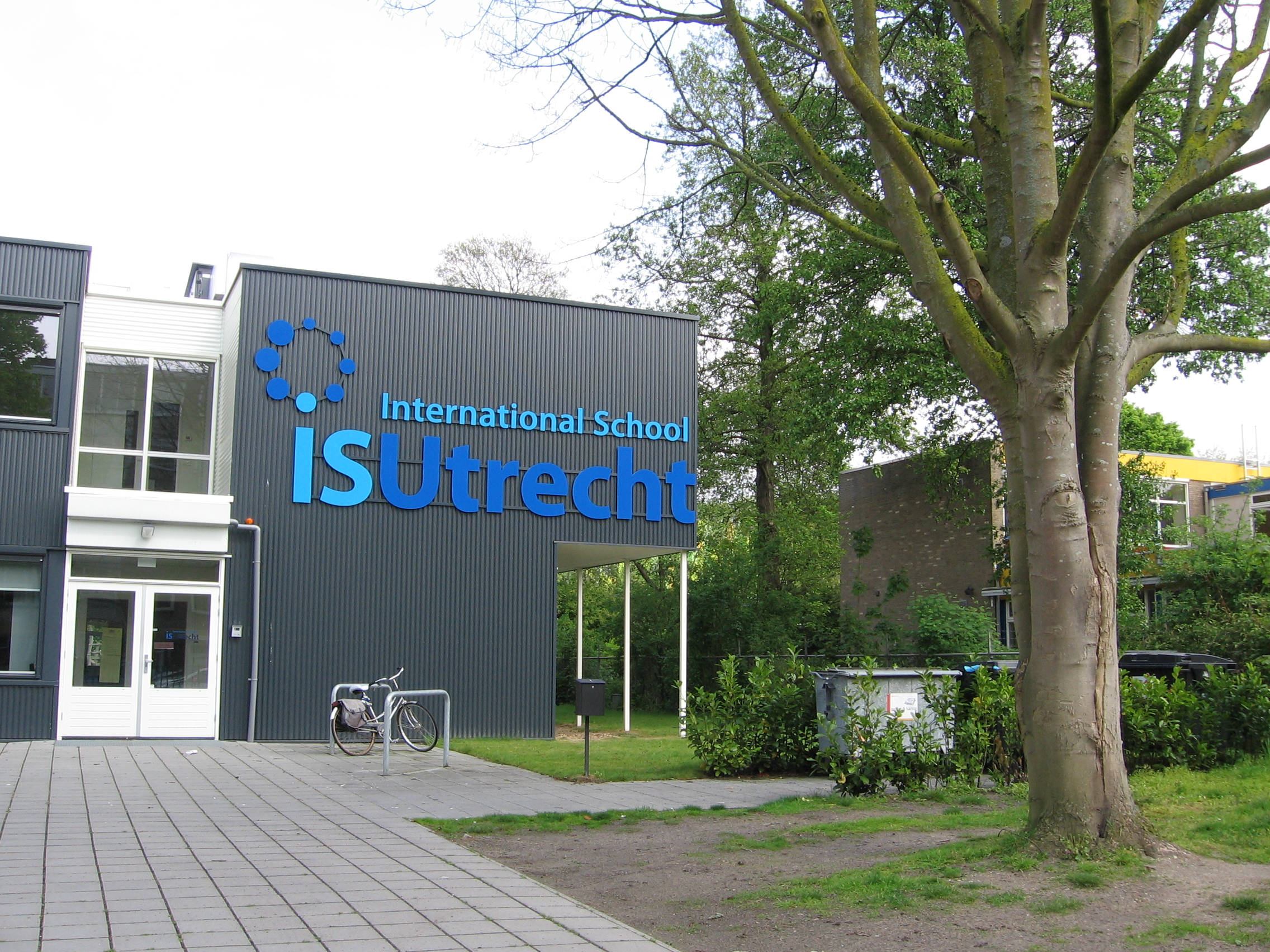
International School IS Utrecht, mei 2017.

Een internationale school is een particuliere school waarbij wordt lesgegeven in een buitenlandse taal, in de meeste gevallen Engels. Deze scholen worden voornamelijk bezocht door kinderen van expats. Een gedeelte van deze expats zijn ook Nederlanders of Belgen die jaren in het buitenland gewoond hebben. 

## Nederland
Ongeveer 6% van de leerlingen op internationale scholen in Nederland heeft de Nederlandse nationaliteit.
Ongeveer de helft van de internationale scholen in Nederland heeft een band met een buitenlandse overheid; de andere helft is onafhankelijk van overheden. De scholen die banden hebben met een buitenlandse overheid vallen onder toezicht vanuit die overheid. De onafhankelijke scholen onderwerpen zich vrijwillig aan toezicht van internationale accreditatie-instellingen, zoals International Baccalaureate, om de ouders van leerlingen de kwaliteit van het onderwijs te garanderen.
Internationale scholen in Nederland staan, net als andere scholen, onder toezicht van de Inspectie van het onderwijs (Nederland). De scholen zijn bovendien erkend door het Ministerie van Onderwijs, Cultuur en Wetenschap. Hiermee voldoen de ouders van de kinderen op deze scholen aan de leerplichtwet.
Het schoolgeld ligt vaak tussen 5.000 en 15.000 euro per kind per jaar.
Voorbeelden van internationale scholen in Nederland:
- British School in the Netherlands (in Den Haag en Voorschoten)
- Internationale School van Amsterdam (in Amstelveen)

## België
In België bestonden in 2023 meer dan dertig internationale scholen, waarvan 27 in het Brussels Gewest, 4 in Antwerpen, 1 in Gent en 1 in Leuven. Het schoolgeld bedroeg tussen €10.000 en €50.000 per jaar.